# Maja Hajdinjak
Maja Hajdinjak, slovenska slovenistka, jezikoslovka, urednica, prevajalka, lektorica in novinarka. * 29. maj 1994, Murska Sobota.
Otroška leta je preživela pri Svetem Juriju na goričkem delu Prekmurja (občina Rogašovci), kjer je obiskovala tudi osnovno šolo. Šolanje je nadaljevala na Gimnaziji Murska Sobota.
Na Univerzi v Ljubljani je končala višje študije. V Ljubljani je študirala primerjalno slovansko jezikoslovje in slovenistiko.
Kot novinarka deluje pri časopisu Vestnik. Sodelovala je pri lektoriranju različnih leposlovnih besedil v slovenščini in prekmurščini (kot pri delih Branka Pintariča ali pri prekmurskem prevodu Malega princa, ki nosi naslov Mali kralič). Tudi je bila sourednica knjige Prekmurščina, kinč predragi – Živa prekmurska kulturna dediščina v zvoku in pisavi (2022).